# ボツワナの世界遺産
ボツワナの世界遺産 （ボツワナのせかいいさん）はユネスコの世界遺産に登録されているボツワナ国内の文化・自然遺産。
※この項目はウィキプロジェクト 世界遺産に準じて作成されています

## 文化遺産
- ツォディロ - (2001年)

## 自然遺産
- オカバンゴ・デルタ - （2014年）

## 複合遺産
なし